# 북카리알라 지역

북카리알라 지역의 문장

북카리알라 지역의 위치

북카리알라 지역(핀란드어: Pohjois-Karjala, 스웨덴어: Norra Karelen)은 핀란드를 구성하는 지역 가운데 하나로, 중심 도시는 요엔수이며 면적은 17,782km2, 인구는 169,722명이다. 카이누 지역, 북사보 지역, 남사보 지역, 남카리알라 지역과 접하며 동쪽으로는 카렐리야 공화국과 국경을 접한다. 14개 지방 자치체를 관할한다.